# Pseudostomella longifurca
Pseudostomella longifurca är en djurart som tillhör fylumet bukhårsdjur, och som beskrevs av Lee och Chang 2002. Pseudostomella longifurca ingår i släktet Pseudostomella och familjen Thaumastodermatidae. Inga underarter finns listade i Catalogue of Life.